# Walther Wickop

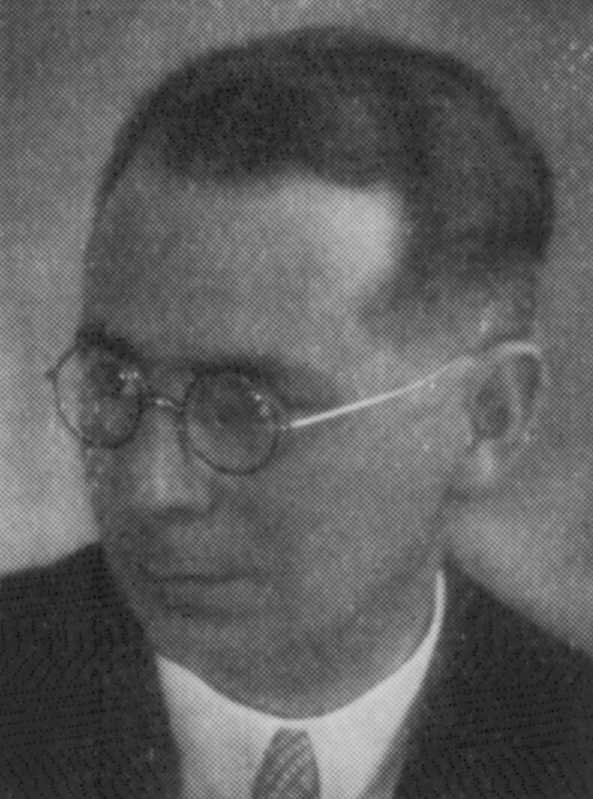
Walther Wickop

Walther Ernst Wickop (auch Walter Wickop; * 19. Juli 1890 in Köln; † 13. November 1957 in Hannover) war ein deutscher Architekt und Hochschullehrer.

## Leben
Walther Wickop war der älteste Sohn von Georg Wickop und Anna Wickop, geb. Schumann, sowie Enkel des Aachener Gewerbeschullehrers und Architekten Wilhelm Wickop. Nach der Umsiedlung der Familie 1895 nach Darmstadt, ging Walther dort zur Schule und erlangte 1908 die Reifeprüfung. Anschließend studierte er Architektur, das er am 13. Mai 1914 mit der Diplomhauptprüfung mit Auszeichnung abschloss. Anschließend begann er eine Ausbildung zum Regierungsbauführer u. a. in Darmstadt und bei der Baubehörde in Lübeck, die durch die Teilnahme am Ersten Weltkrieg unterbrochen wurde. Die Zweite Staatsprüfung unter Berücksichtigung der Kriegsdienstzeit erfolgte 1920.
In dem von Stadtbaurat August Buxbaum 1920 herausgegebenen Band „Darmstadt und Umgebung in zweihundert Federzeichnungen“ sind vier Zeichnungen von ihm enthalten, die sein zeichnerisches Talent bezeugen.
Walther Wickop erhielt 1920 eine Stelle als Regierungsbaumeister in Köln. Infolge von Personalabbau wurde er 1925 beurlaubt. 1925 wurde er zum Professor für Baukonstruktion an die Technische Hochschule Hannover berufen. Wickop war Mitglied im Deutschen Werkbund.
Walther Wickop trat nach der Machtergreifung der Nationalsozialisten am 1. April 1933 der NSDAP bei. Am 11. November 1933 unterzeichnete er das Bekenntnis der deutschen Professoren zu Adolf Hitler. Seit 1935 war er Mitglied im NS-Dozentenbund.
Walther Wickop war nach der deutschen Besetzung Polens „Vertrauensarchitekt des Reichskommissars für die ersten Neuplanungsgebiete im Warthegau“ Heinrich Himmler. Die Dorf-Versuchsplanungen unter der Bezeichnung „Generalplan Ost“, die nach der Vertreibung von Polen realisiert werden sollten, standen unter der Leitung von Konrad Meyer, dem Chef der „Planungsabteilung des Reichskommissars für die Festigung deutschen Volkstums“. In der von Konrad Meyer seit 1938 herausgegebenen Zeitschrift Neues Bauerntum veröffentlichte Wickop 1942 einen Aufsatz „Das Dorf im Osten und sein Lebensraum“. Wickop entwarf „typisch deutsche“ Dorfhäuser, die in den besetzten Gebieten nach der Vertreibung der polnischen Bevölkerung entstehen sollten, und bezog dafür erhebliche Zusatzeinkünfte.
Nach dem Ende des Zweiten Weltkriegs drohte Wickop die Entlassung aus dem Dienst der TH Hannover. Er machte verschiedentlich verharmlosende Angaben zu seiner Tätigkeit im NS-Staat. Bereits vor dem Entnazifizierungsverfahren wurde er von Hinrich Wilhelm Kopf gegenüber dem Rektor der TH in Schutz genommen. Hinrich Wilhelm Kopf war, wie inzwischen bekannt ist, im NS-Staat von 1939 bis 1943 als Vermögensverwalter in Polen tätig und kannte daher vermutlich auch Walther Wickop. In dem Entnazifizierungsverfahren von Walter Wickop hat die Tätigkeit als „Vertrauensarchitekt“ Himmlers keine Rolle gespielt, obwohl die Rolle Konrad Meyers zu diesem Zeitpunkt bereits öffentlich bekannt war. Im Februar 1947 wurde Wickop als „gering belasteter Mitläufer“ eingeschätzt. Der Unterausschuss der TH Hannover sprach sich im Januar 1947 für die Weiterbeschäftigung von Wickop als Professor für Baukonstruktion aus. Ein erneutes Verfahren, das gegen Walther Wickop 1948 angestrengt wurde, wurde 1949 eingestellt.
1954 entwarf Wickop die neue Turnhalle der TH Hannover. Der heutige Doris-Krammling-Jöhrens-Weg am Zentrum für Hochschulsport trug bis Januar 2020 seinen Namen. 1954 wurde er an der Technischen Hochschule Dresden ehrenpromoviert.
Wickop starb 1957, wenige Wochen nach seiner Emeritierung.

## Bauten
- 1924–28: Umbau der Gebäude der Firma Stichweh in Hannover-Limmer im Stil des Bauhauses
- 1928: Verwaltungsgebäude der Firma Stichweih (Bauhaus-Stil)

## Werke
- Die Messebauten der Stadt Köln a.Rh. In: Deutsche Bauzeitung.
- Führung zur Baukunst. Zur Hundertjahrfeier der Technischen Hochschule Hannover 1831–1931. Hannover 1931.
- Fenster, Türen, Tore aus Holz und Eisen. Hannover 1933.
- Vorschläge für den Bau und die Einfügung von Kleingaragen auf dem Lande und in der Kleinstadt. Hannover 1939.
- Der Landbaumeister, Beilage der Zeitschrift Neues Bauerntum, 1942, Heft 6, S. 2–8.
- Landbaufibel für Niedersachsen. Hannover 1945.
- Das Kleinhaus im Garten. Bielefeld 1949.